# Nikole Lewis
Nikole Lewis est une astrophysicienne et un professeure adjoint d'astronomie à l'université Cornell.

## Carrière
Ses recherches portent sur les techniques observationnelles et théoriques pour sonder les atmosphères des exoplanètes. Elle codirige un relevé spectroscopique du système TRAPPIST-1 en 2018 à l'aide du télescope spatial Hubble, qui est le premier relevé de ce type pour les exoplanètes de taille terrestre,. Elle prend également part à l'annonce initiale du système TRAPPIST-1 en 2017 en aidant à décrire le système et l'importance de détecter les atmosphères pour rechercher des biosignatures.